# Miha Verlič
Miha Verlič (* 21. August 1991 in Maribor) ist ein slowenischer Eishockeyspieler, der seit April 2018 bei den Fischtown Pinguins Bremerhaven aus der Deutschen Eishockey Liga (DEL) unter Vertrag steht und dort auf der Position des Stürmers spielt. Zuvor war Verlič hauptsächlich in der österreichischen Erste Bank Eishockey Liga (EBEL) aktiv, wo er über 340 Partien absolvierte. Sein Vater Andrej ist als Trainer im Eishockeysport aktiv, sein Bruder Jure ist professioneller Eishockeytorwart.

## Karriere
Verlič erlernte das Eishockeyspiel in seiner Geburtsstadt Maribor. Dort durchlief er die Nachwuchsabteilung des HDK Maribor und war ab der Saison 2005/06 für dessen U20-Mannschaft im Einsatz. Nachdem er ab 2007 vermehrt in der semiprofessionellen ersten Mannschaft des Vereins gespielt hatte, entschied er sich im Sommer 2009 für einen Wechsel nach Tschechien. Dort war er für den HC Slezan Opava aktiv, sowohl in der U20-Extraliga als auch in der drittklassigen 2. Liga.

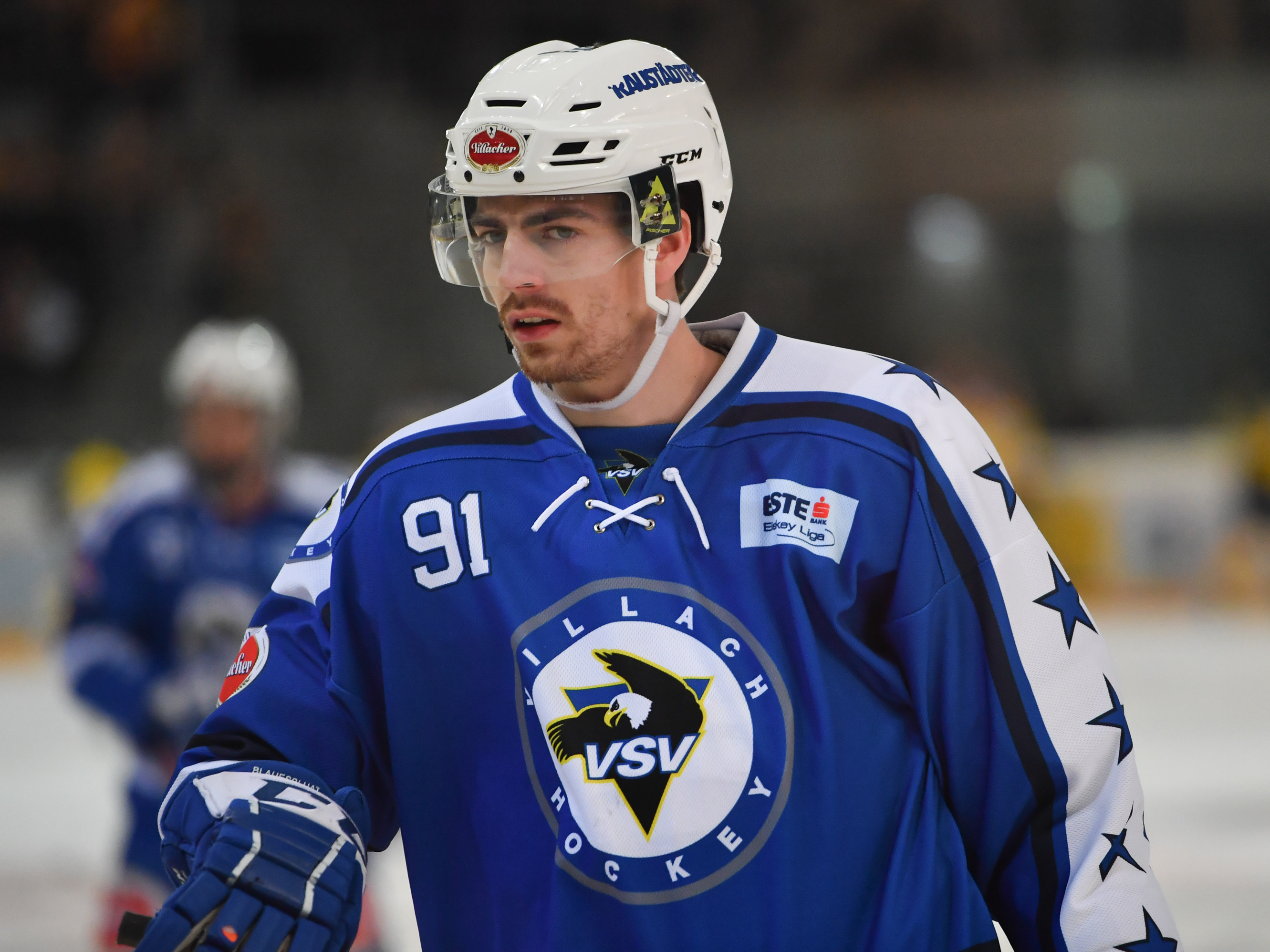
Verlič im Trikot des EC VSV (2016)

Im Sommer 2011 kehrte Verlič mit einem Probevertrag des HDD Olimpija Ljubljana nach Slowenien zurück, der im September 2011 zunächst bis Saisonende verlängert wurde. Um zunächst Spielpraxis zu erlangen, wurde er anschließend für einige Spiele an seinen Heimatverein ausgeliehen, der zu diesem Zeitpunkt an der multinationalen Slohokej Liga teilnahm. Im Laufe der Saison 2011/12 erarbeitete er sich einen Stammplatz beim HDD Olimpija und gewann mit diesem im Frühjahr 2012 die Slowenische Meisterschaft, nachdem der Verein jeweils in der regulären Saison am Spielbetrieb der österreichischen Erste Bank Eishockey Liga (EBEL) teilgenommen hatte. Auch den Sprung in diese Profiliga meisterte Verlič mit Erfolg – waren es in der Saison 2011/12 noch sechs Scorerpunkte, erzielte er in der folgenden Spielzeit schon 16 Punkte. Nach der Hauptrunde der Saison 2013/14 gehörte er mit 40 Scorerpunkten zu den erfolgreichsten Spielern des Hauptstadtklubs.
Im Sommer 2014 wechselte der Stürmer innerhalb der EBEL zu den Graz 99ers, ein Jahr später – zusammen mit Matt Kelly – zum Ligakonkurrenten EC VSV. Dort stand der Slowene fast drei Spielzeiten lang unter Vertrag. Im März 2018 verließ Verlič die Kärntner und wechselte zu JYP Jyväskylä in die finnische Liiga, wo er die Saison 2017/18 beendete. Zur folgenden Saison schloss er sich den Fischtown Pinguins Bremerhaven aus der Deutschen Eishockey Liga (DEL) an und entwickelte sich dort schnell zu einem Leistungsträger. Am Ende der Saison 2023/24 feierte er mit der Mannschaft mit dem Gewinn der Vizemeisterschaft den bis dato größten Erfolg der Bremerhavener Vereinsgeschichte.

### International
Verlič gehörte ab Mitte der 2000er-Jahre den Kadern der slowenischen Nachwuchsnationalmannschaften an. Im Jahr 2008 nahm er mit der U18-Auswahl des Landes an der U18-Junioren-Weltmeisterschaft der Division I teil, wobei sein Team als Letztplatziertes in die Division II abstieg. Ein Jahr später, bei der U18-Turnier der Division II, das in Verličs Heimatstadt Maribor ausgetragen wurde, belegte er mit der U18-Auswahl den zweiten Platz und verpasste damit den direkten Wiederaufstieg. Weitere Einsätze im Nachwuchsbereich hatte er bei den U20-Weltmeisterschaften der Division I der Jahre 2010 und 2011.
Aufgrund seiner Leistungen im Verlauf der Saison 2013/14 wurde er für den Olympiakader der slowenischen A-Nationalmannschaft für die Olympischen Winterspiele 2014 im russischen Sotschi nominiert, obwohl er zuvor noch kein großes Turnier für das Herrenteam gespielt hatte. Nachdem er mit den Slowenen bei den Winterspielen den siebten Platz belegt hatte, wurde er auch für die Weltmeisterschaft 2014 nominiert, bei der ihm mit seiner Mannschaft der Aufstieg aus der Division IA in die Top-Division gelang, in der er anschließend bei der Weltmeisterschaft 2015 auflief. Nach dem direkten Wiederabstieg spielte er im Jahr 2016 wieder in der Division IA. Auch bei der Weltmeisterschaft 2017 gelang ihm mit den Slowenen wiederum nicht der Klassenerhalt in der Top-Division. Daher spielte er bei der Weltmeisterschaft 2018, als er die beste Plus/Minus-Bilanz und nach dem Kasachen Roman Startschenko die zweitmeisten Scorerpunkte des Turniers erreichte, wiederum in der Division IA.
Zudem qualifizierte er sich bei der Olympiaqualifikation für die Olympischen Winterspiele 2018 im südkoreanischen Pyeongchang, an dem er ebenfalls teilnahm. Anschließend vertrat er sein Heimatland bei den Division-IA-Weltmeisterschaften der Jahre 2019 und 2022. Im Jahr 2022 gelang ihm mit der Mannschaft sein insgesamt dritter Wiederaufstieg in die Top-Division, wozu er als bester Torschütze des Turniers maßgeblich beitrug. Des Weiteren stand er im sechsköpfigen All-Star-Team. Die Qualifikationen für die Olympischen Winterspiele 2022 in Peking und 2026 in Mailand wurden hingegen verpasst. Dazwischen stand er bei der Weltmeisterschaft 2023 im slowenischen Aufgebot.

## Erfolge und Auszeichnungen
- 2012 Slowenischer Meister mit HDD Olimpija Ljubljana
- 2013 Slowenischer Meister mit HDD Olimpija Ljubljana
- 2014 Slowenischer Meister mit HDD Olimpija Ljubljana
- 2024 Deutscher Vizemeister mit den Fischtown Pinguins Bremerhaven

### International
| - 2014 Aufstieg in die Top-Division bei der Weltmeisterschaft der Division IA - 2016 Aufstieg in die Top-Division bei der Weltmeisterschaft der Division IA - 2018 Beste Plus/Minus-Bilanz bei der Weltmeisterschaft der Division IA | - 2022 Aufstieg in die Top-Division bei der Weltmeisterschaft der Division IA - 2022 Bester Torschütze der Weltmeisterschaft der Division IA - 2022 All-Star-Team der Weltmeisterschaft der Division IA |

## Karrierestatistik

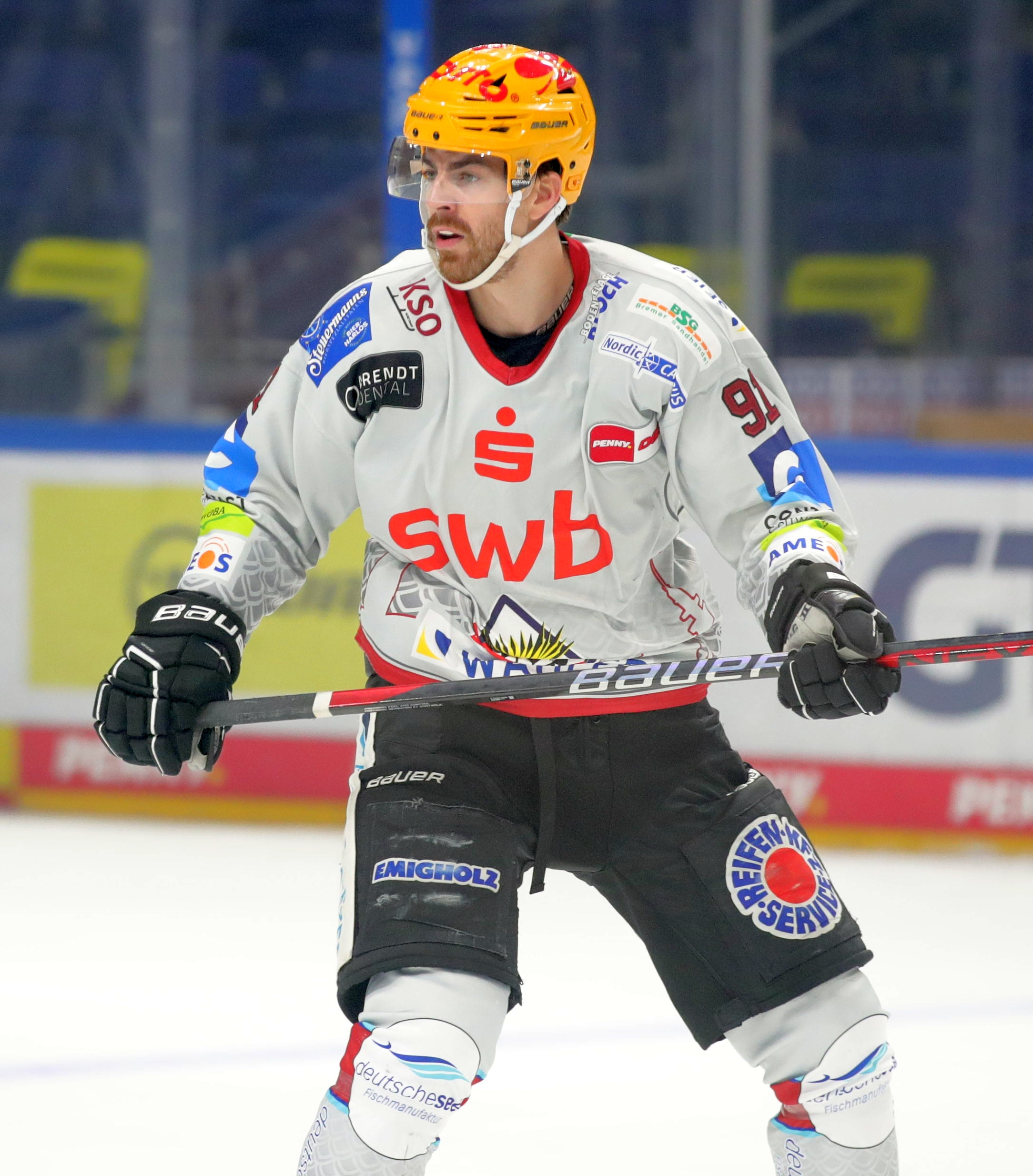
Verlič als Spieler der Fischtown Pinguins Bremerhaven (2022)

Stand: Ende der Saison 2024/25

### International
Vertrat Slowenien bei:
| - U18-Junioren-Weltmeisterschaft der Division I 2008 - U18-Junioren-Weltmeisterschaft der Division II 2009 - U20-Junioren-Weltmeisterschaft der Division I 2010 - U20-Junioren-Weltmeisterschaft der Division I 2011 - Olympischen Winterspielen 2014 - Weltmeisterschaft der Division IA 2014 - Weltmeisterschaft der 2015 - Weltmeisterschaft der Division IA 2016 - Qualifikationsturnier für die Olympischen Winterspiele 2018 | - Weltmeisterschaft der 2017 - Olympischen Winterspielen 2018 - Weltmeisterschaft der Division IA 2018 - Weltmeisterschaft der Division IA 2019 - Vorqualifikationsturnier für die Olympischen Winterspiele 2022 - Qualifikationsturnier für die Olympischen Winterspiele 2022 - Weltmeisterschaft der Division IA 2022 - Weltmeisterschaft 2023 - Qualifikationsturnier für die Olympischen Winterspiele 2026 |

(Legende zur Spielerstatistik: Sp oder GP = absolvierte Spiele; T oder G = erzielte Tore; V oder A = erzielte Assists; Pkt oder Pts = erzielte Scorerpunkte; SM oder PIM = erhaltene Strafminuten; +/− = Plus/Minus-Bilanz; PP = erzielte Überzahltore; SH = erzielte Unterzahltore; GW = erzielte Siegtore; 1 Play-downs/Relegation; Kursiv: Statistik nicht vollständig)